# Plac Kataloński

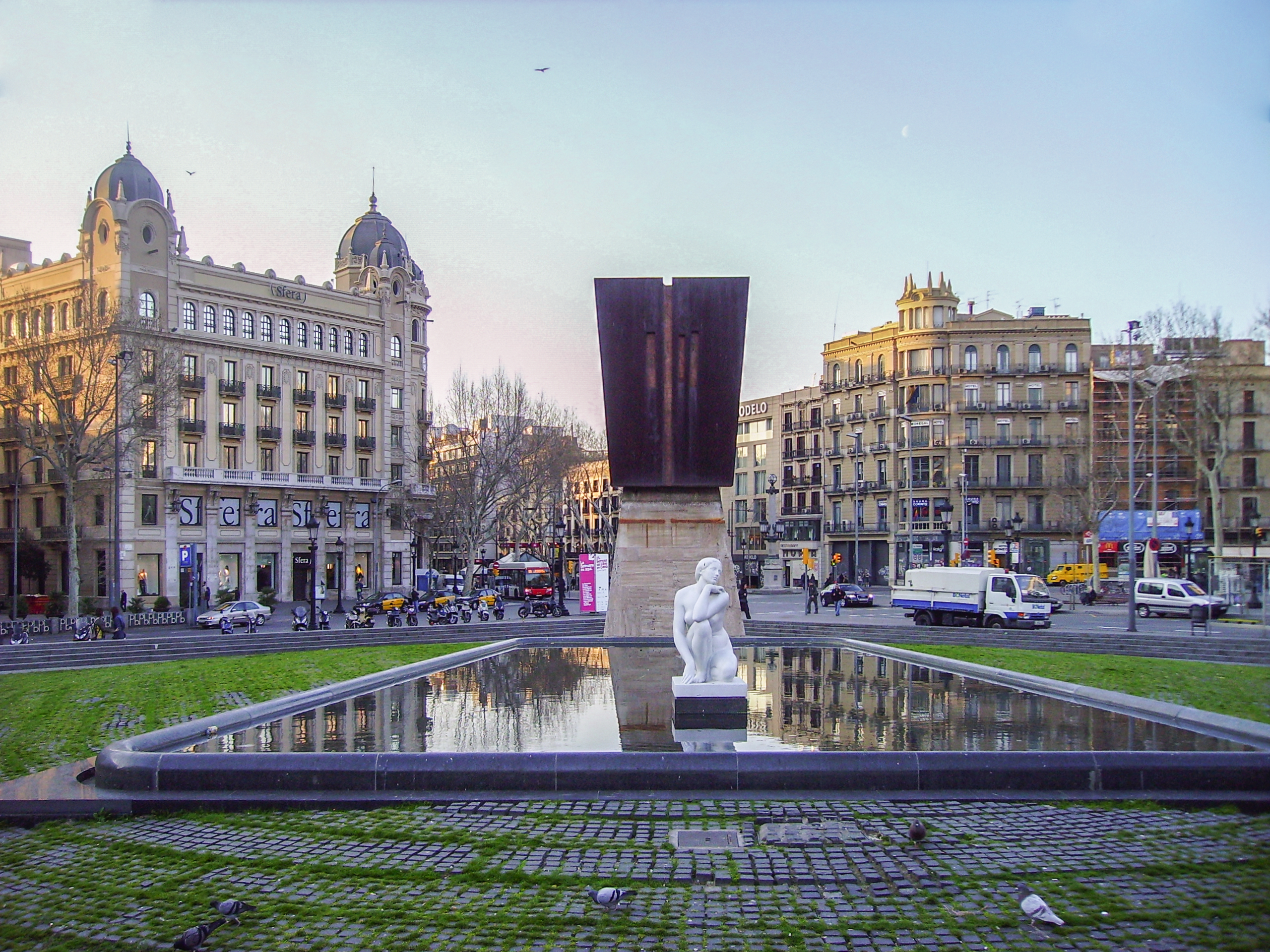
Plac Kataloński

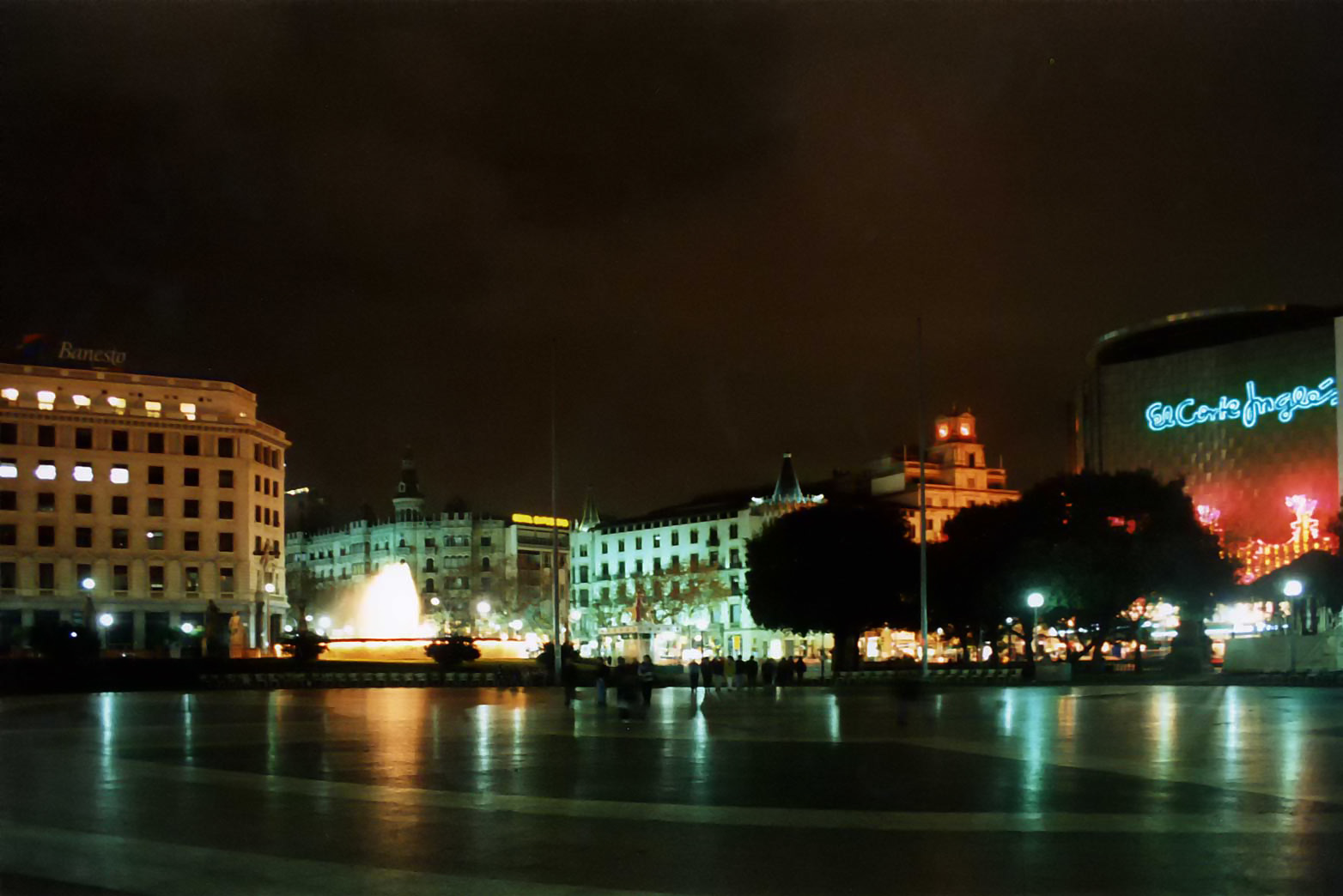
Plac Kataloński nocą

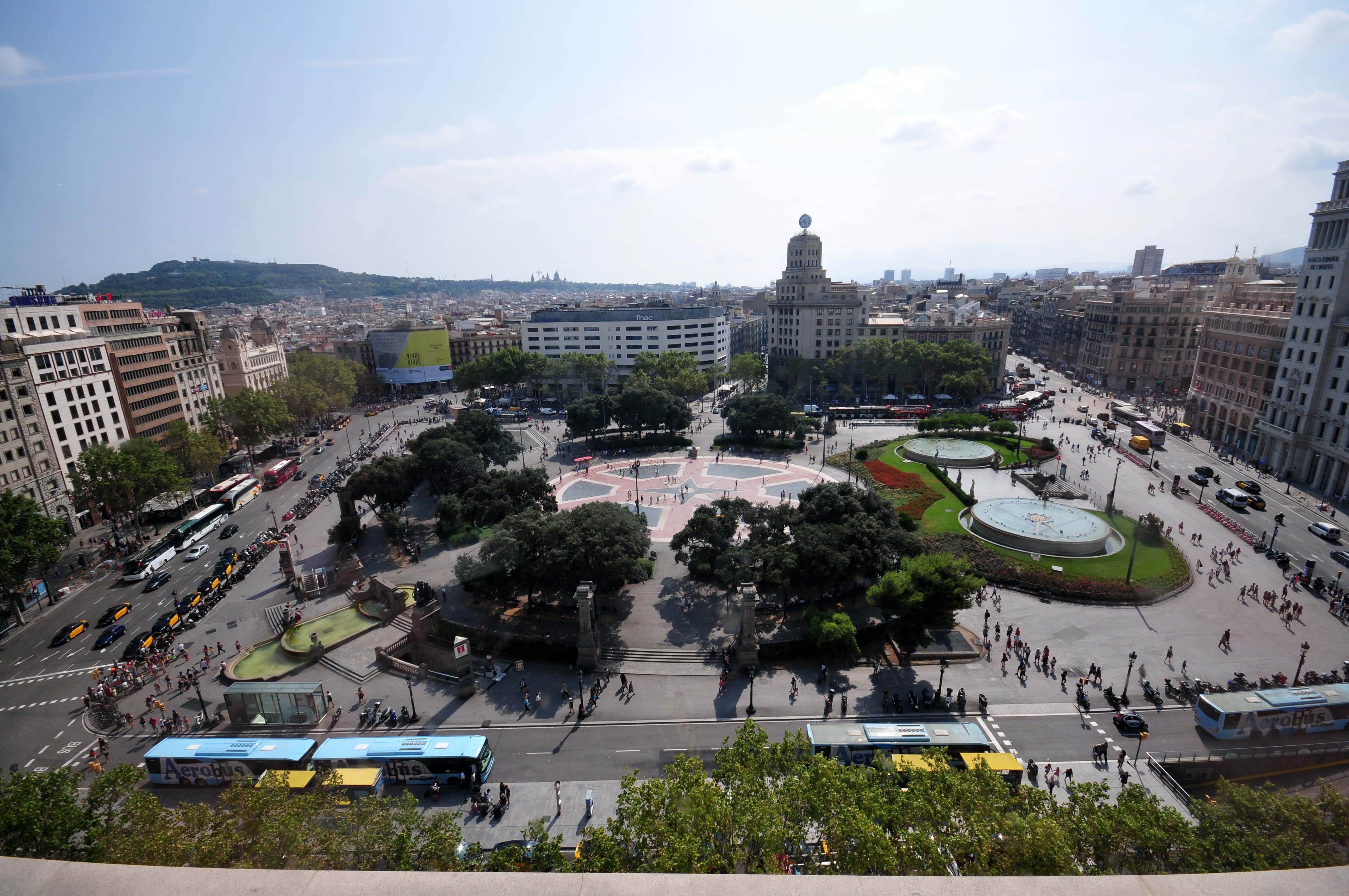
Widok ogólny

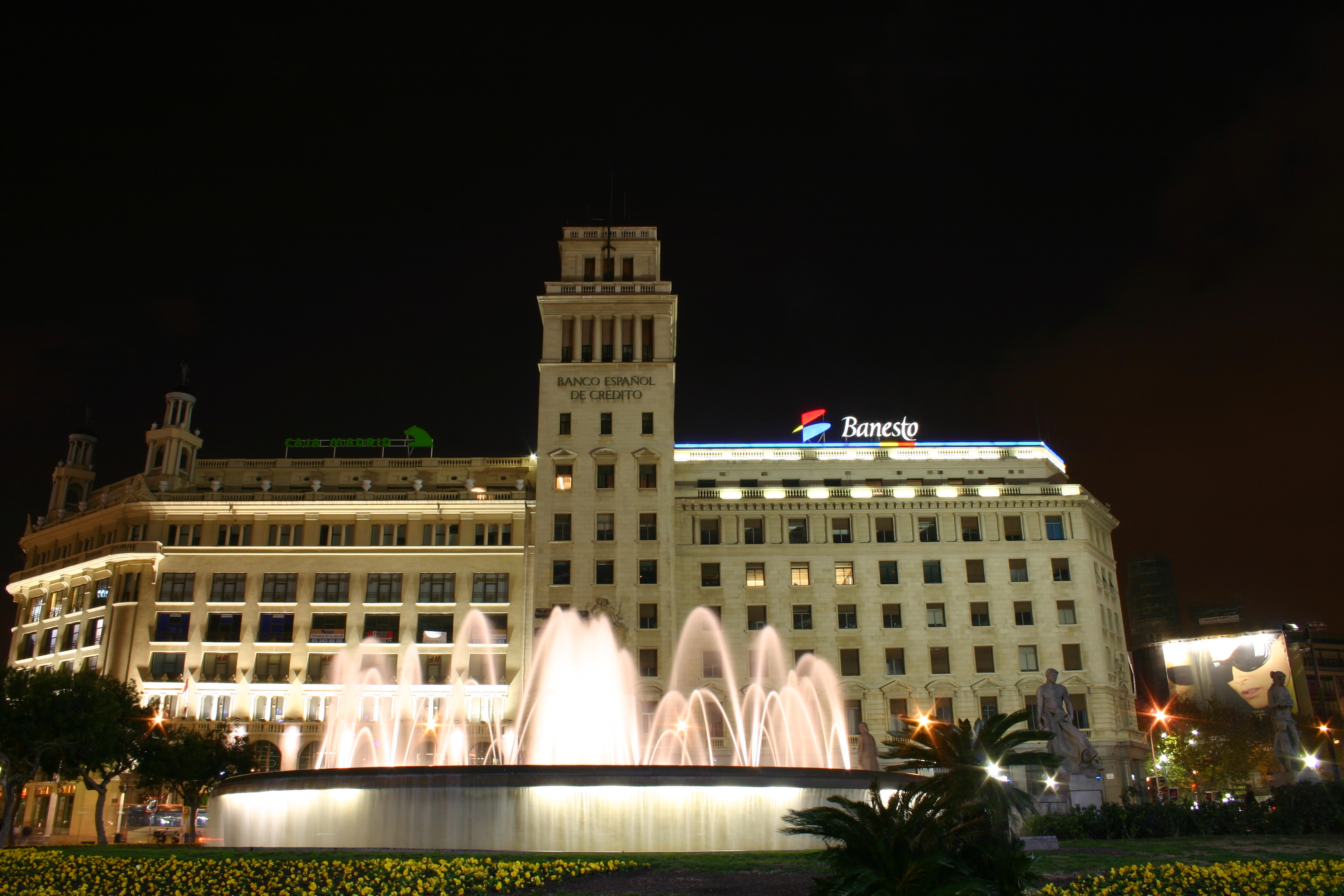
Fontanna

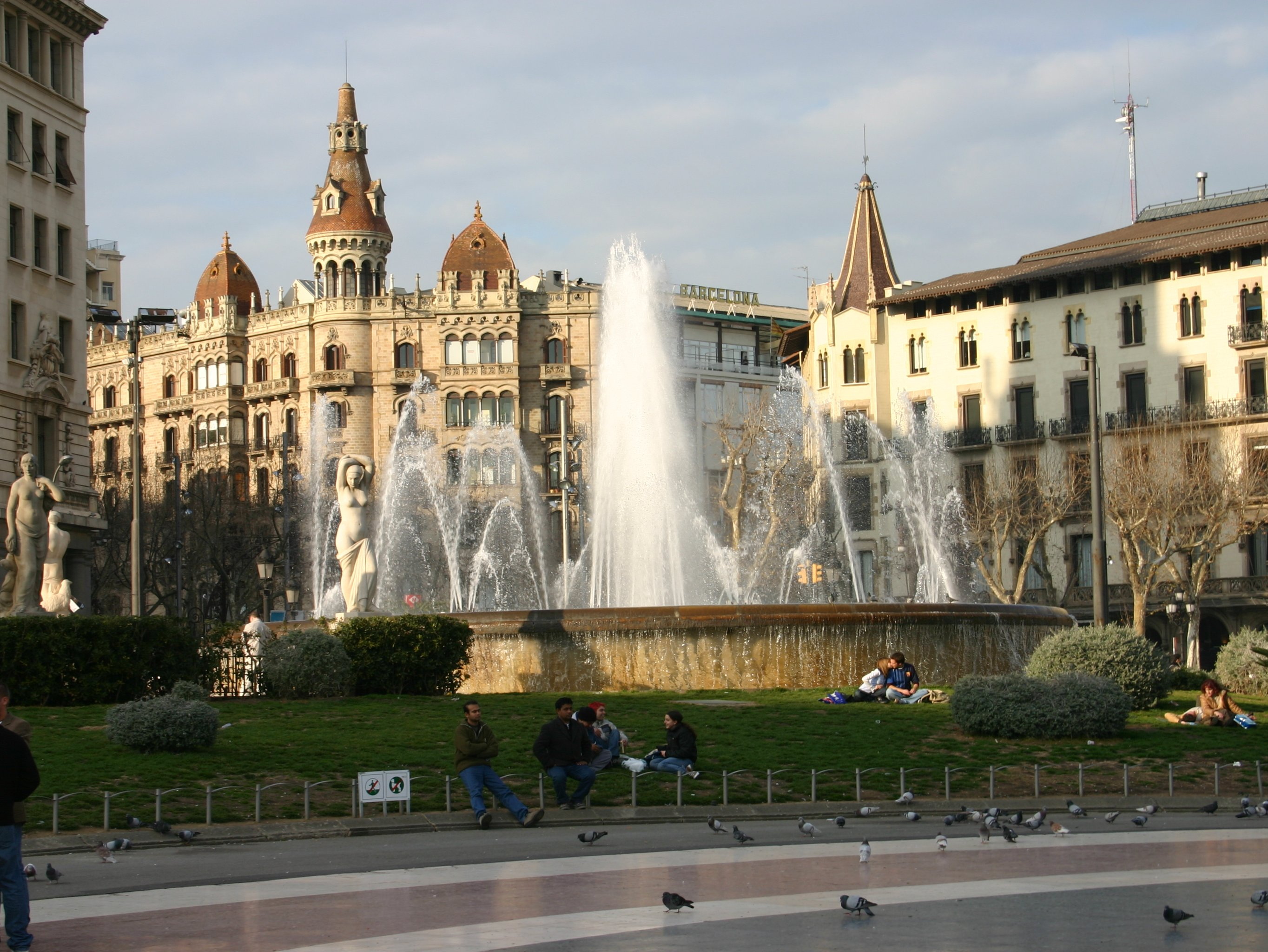
Skrzyżowanie z Passeig de Gràcia.

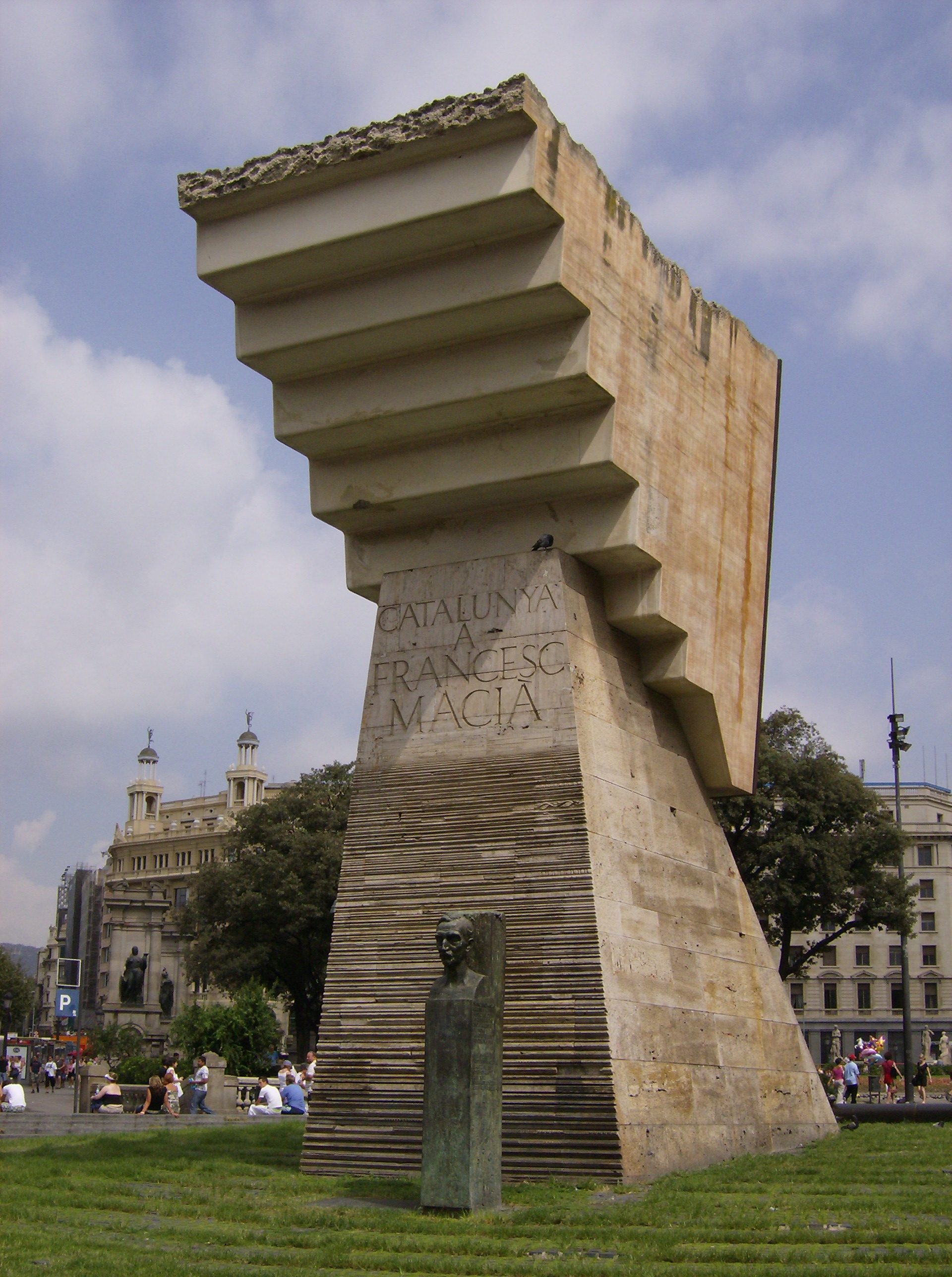
Pomnik Francesca Macii

Plac Kataloński (Plaça de Catalunya lub Plaça Catalunya, obie nazwy mają status oficjalnych) – plac położony w centrum Barcelony, na którym stykają się dzielnice Barri Gòtic, Raval, Ciutat Vella (stare miasto) i Eixample. Jest to równocześnie ważny węzeł metra, autobusów i punkt zbiegu kilku ważniejszych ulic i pasaży miasta. Łączna powierzchnia placu wynosi około 50 tys. metrów kwadratowych. W budynkach dookoła placu mieszczą się dziś hotele, eleganckie sklepy oraz siedziby ważnych instytucji finansowych.

## Historia
Plac powstał po generalnej przebudowie Barcelony w XIX w., kiedy wyburzone zostały m.in. średniowieczne mury miejskie. W 1859 po raz pierwszy na planach miejskich pojawił się projekt placu o nazwie Plaça Rovira, jednak w praktyce projekt ten został zrealizowany dopiero w 1888, kiedy Barcelona organizowała wystawę światową. W 1902 rozpoczęto otaczanie placu budynkami, zaś dalsze modyfikacje jego kształtu i wyglądu (które uformowały dzisiejszy wygląd tego miejsca) miały miejsce w 1929, kiedy miasto ponownie gościło wystawę światową. Wtedy po raz pierwszy pod placem przeprowadzono linię metra. Dyrektorem tych prac był Francisco Nebot. 

## Dekoracja rzeźbiarska placu
Na terenie placu Katalońskiego umieszczone są następujące awangardowe rzeźby, wszystkie pochodzące z pocz. XX w.: 
- Bogini, autor Josep Clarà
- Pasterz z Pau, autor Pablo Gargallo[4]
- pomnik "Catalunya a Francesc Macià".
- zespół rzeźb Josepa Llimony.

Ponadto wnętrza stacji metra i Ferroviarils de la Generalitat położonych na placu pokryte są dekoracją mozaikową. 

## Instytucje położone przy placu

### Kultura
W przeszłości przy placu Katalońskim swoją siedzibę miały następujące teatry:
- Teatre del Bon Retir (1876-1885)
- Circ Eqüestre Alegria (1879-1895)
- Eldorado Conert (1887)
- Teatre Barcelona (1923)

### Restauracje i kawiarnie
Obecnie przy placu znajduje się tylko jedna historyczna kawiarnia, Café Zurich, znana z tego, że brat belgijskiej królowej Fabioli pracował w niej jako pianista. Znane lokale istniejące na placu przed hiszpańską wojną domową to:
- Maison Dorée
- Café Colón
- La Lluna
- Café Suís

### Centra handlowe
- El Corte Inglés
- El Triangle
- Sfera[5]

### Hotele
- H10 Catalunya Plaza
- Hotel Monegal
- Olivia Plaza Hotel

### Instytucje finansowe
- Banco Español de Crédito
- Banco Bilbao Vizcaya Argentaria
- Bank Hiszpanii
- Caja Madrid

### Placówki dyplomatyczne
- Konsulat Kanady